# Резолюция Совета Безопасности ООН 1070
Резолюция Совета Безопасности ООН 1070 — резолюция Совета Безопасности ООН, принятая 16 августа 1996 года после принятия резолюций 1044 (1996) и 1054 (1996), а также покушения на президента Египта Хосни Мубарака на саммите Организации африканского единства (ОАЕ) в столице Эфиопии Аддис-Абебе. 26 июня 1995 года Совет Безопасности ООН наложил авиационные санкции на правительство Судана после того, как оно не выполнило просьбы ОАЕ об экстрадиции в Эфиопию подозреваемых в покушении, которые укрывались на территории Судана.

## Содержание
Совет Безопасности был встревожен покушением на президента Мубарака и заявил, что виновные должны быть преданы суду. По мнению Организации африканского единства (ОАЕ), покушение служило атакой на стабильность всего африканского континента. Она также отметила, что Судан не выполнил просьбу ОАЕ по вопросу об экстрадиции подозреваемых в Эфиопию. Совет Безопасности был полон решимости искоренить международный терроризм.
Действуя в соответствии с главой VII Устава Организации Объединённых Наций, Совет Безопасности вновь потребовал, чтобы Судан выполнил просьбу ОАЕ. Были отмечены меры, принятые несколькими государствами для обеспечения выполнения положений предыдущих резолюций, а другим странам, которые ещё не ответили на них, было настоятельно рекомендовано как можно скорее проинформировать Генерального секретаря Бутроса Бутроса-Гали о принятых ими мерах.
Затем было решено, что все страны должны запретить самолётам, вылетающим из Судана или эксплуатируемым компанией Sudan Airways, взлет, посадку или перелет над их территорией. Санкции вступят в силу не ранее чем через девяносто дней после принятия данной резолюции. К 15 ноября 1996 года Генерального секретаря попросили сообщить, выполнил ли Судан просьбу ОАЕ.

## Голосование
Резолюция 1070 была принята 13 голосами при 2 воздержавшихся (Китай и Россия), при этом никто не голосовал против.